# كاريزنو (فريمان)
كاريزنو (بالفارسية: کاریزنو) هي قرية تقع في قسم بالابند الريفي في إيران. يقدر عدد سكانها بـ 79 نسمة بحسب إحصاء 2016.